# Xôi

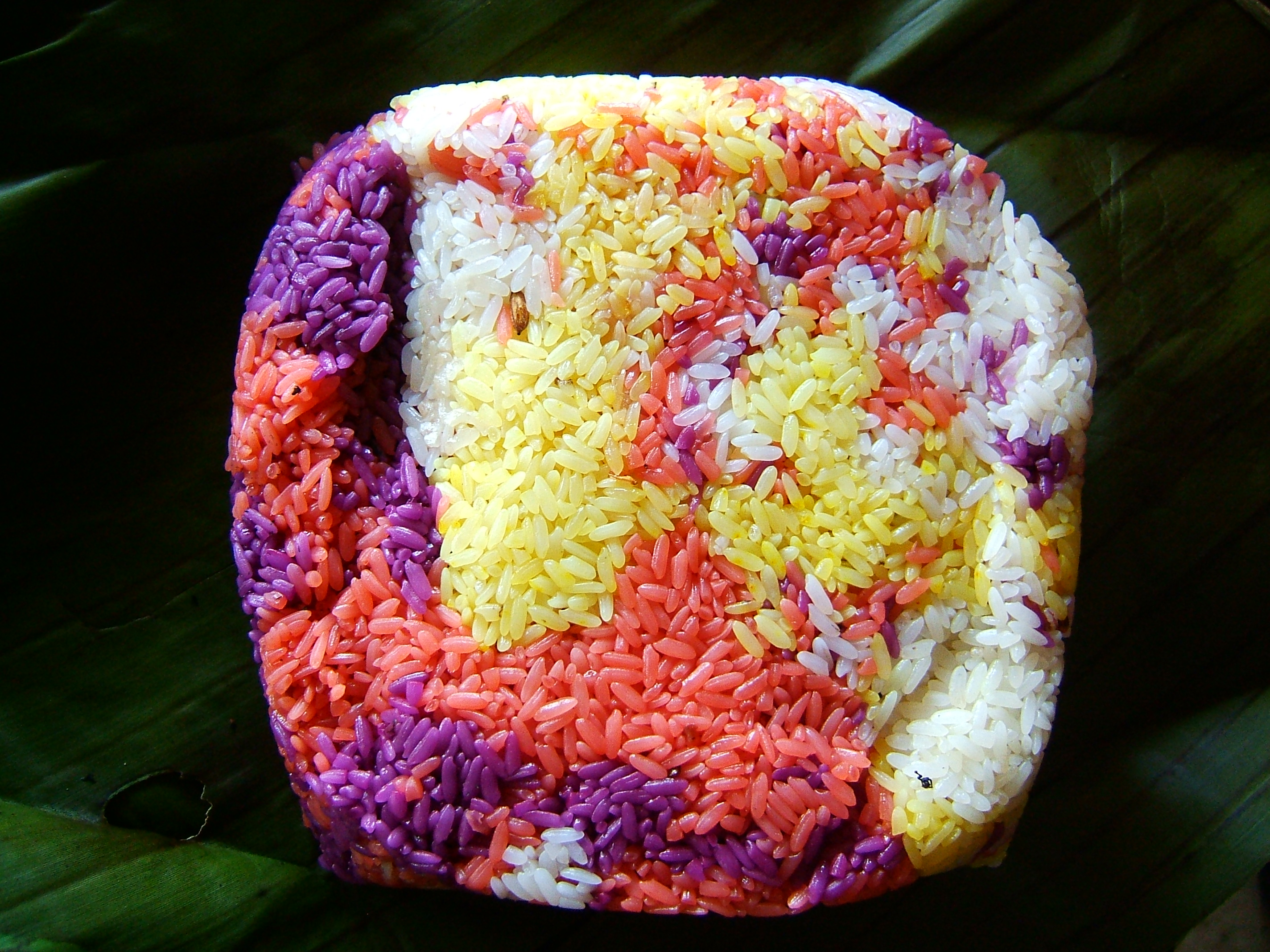
Xôi in fünf verschiedenen Farben (Xôi ngũ sắc)

Als Xôi bezeichnet man gedämpften Klebreis aus Vietnam, er ist eines der beliebtesten und ältesten Street Foods in Vietnam. Er wird traditionell in Bananenblättern serviert und entweder als kostengünstige Frühstücksspeise für unterwegs, Mittagsspeise oder Dessert verkauft. In vielen bergigen Gegenden im Norden Vietnams wird Xôi als Hauptspeise verzehrt.
Mit gedämpftem Klebreis als Basis können entweder herzhafte (Xôi mặn) oder süße Varianten (Xôi ngọt) zubereitet werden. Häufige Zutaten für die herzhafte Variante sind Chả lụa (vietnamesische Wurst bzw. Schinken), Lạp xưởng (chinesische Wurst), zerkleinertes Hühnerfleisch, getrocknete Garnelen und Rước bzw. Chà bông (getrocknetes Schweinefleisch). Herzhafte Xôi-Gerichte werden oft mit Knoblauch, Sojasauce bzw. Frühlingszwiebel-Öl und Chiliflocken gewürzt. Bei der süßen Variante werden Früchte wie Mango, Gacfrucht, Durian und Kokosnuss, Mungbohnen, Maniok und sogar Seidenspinnerpuppen verwendet.
Beispiele für verschiedene Xôi-Gerichte:
- Xôi chè: Klebreis mit Mungbohnen, Tapioka und Zucker.[3]
- Xôi dừa: Klebreis mit geschnittener Kokosnuss, manchmal auch mit Zucker und Sesamsamen.[4]
- Xôi đậu đen: Klebreis mit schwarzen Bohnen.[4]
- Xôi đậu xanh oder Xôi đỗ xanh: Klebreis mit Mungbohnen.[4][5]
- Xôi gà: Weißer Klebreis mit gebratenem oder gekochtem Hühnerfleisch.[4][6]
- Xôi gấc: Roter Klebreis, der seine Farbe von der Gacfrucht erhält.[4][7]
- Xôi lạc oder Xôi đậu phộng: Gedämpfter Klebreis mit Erdnüssen.[4][8]
- Xôi ngô oder Xôi bắp: Klebreis mit Mais und Mungbohnen.[4][9]
- Xôi vò: Klebreis ummantelt mit Mungbohnen und in einigen Fällen mit Lotossamen.[4][10]
- Xôi xéo: Gelber Klebreis mit gebratenen Zwiebeln und zerdrückten Mungbohnen.[4]